# Ивочкины Дворы
Ивочкины Дворы (Ивочкина) — деревня в Дятьковском районе Брянской области, в составе Немеричского сельского поселения. Расположена в 4 км к юго-западу от села Немеричи, в 8 км к западу от пгт Бытошь, на правом берегу реки Ветьмы.
Возникла в середине XIX века как хутор Ивочкин; входила в Бытошевскую волость, позднее — в Немеричский сельсовет. Постоянное население отсутствует с 2004 года.
| Годы      | 1866 | 1926 | 1979 | 1989 | 2002 | 2010 |
| --------- | ---- | ---- | ---- | ---- | ---- | ---- |
| Население | 16   | 112  | 56   | 16   | 2    | 0    |